# Bobby Dixon
Robert Lee „Bobby” Dixon (ur. 10 kwietnia 1983 w Chicago) – koszykarz amerykański, grający na pozycji rozgrywającego, posiada także tureckie obywatelstwo, obecnie zawodnik Fenerbahçe Doğuş.
W czerwcu 2015 roku otrzymał tureckie obywatelstwo i zmienił nazwisko na Ali Muhammed.

## Osiągnięcia
Stan na 13 lipca 2019, na podstawie, o ile nie zaznaczono inaczej.
NCAA
- Zaliczony do I składu All-Sun Belt (2006)
- Lider konferencji Sun Belt w[5]:
  - asystach (2006)
  - przechwytach (2006)
  - liczbie celnych (90) i oddanych (237) rzutów za 3 punkty (2006)

Drużynowe
- Mistrz:
  - Euroligi (2017)
  - Turcji (2015–2018)
- Wicemistrz Euroligi (2016)
- Zdobywca
  - pucharu:
    - Turcji (2014, 2016, 2019[6])
    - Liderów Francji (2009, 2010)

  - superpucharu Turcji (2014, 2016)
- Finalista superpucharu Turcji (2018)[6]

Indywidualne
- MVP:
  - finałów ligi tureckiej (2015)
  - pucharu Turcji (2014)
  - superpucharu Turcji (2016)
- Zaliczony do:
  - I składu PLK (2008)
  - II składu Eurocup (2015)
- Uczestnik meczu gwiazd ligi tureckiej (2013, 2015, 2016, 2019[6])
- Lider PLK w średniej asyst (2008)[7]

Reprezentacja
- Uczestnik:
  - mistrzostw Europy (2015 – 14. miejsce)
  - kwalifikacji do igrzysk olimpijskich (2016 – 4. miejsce)

W meczu przeciwko Polonii Warszawa udało mu się zdobyć triple-double (23 pkt., 11 zb., 14 as.).